# Тертлдав, Гарри
Гарри Норман Тертлдав (англ. Harry Norman Turtledove; род. 14 июня 1949, Лос-Анджелес, Калифорния) — американский писатель-фантаст, историк.

## Биография
Родился в еврейской семье родом из Румынии. Учился в Калифорнийском технологическом институте (англ. Caltech) по специальности инженер-электрик, однако гуманитарные наклонности победили. В результате в 1977 году Тертлдав закончил Калифорнийский университет в Лос-Анджелесе (англ. UCLA) по специальности «древняя история» и получил степень доктора философии, защитив диссертацию по истории Византии. Профессиональный историк, к литературе обратился уже в зрелом возрасте. Первый роман опубликовал в 1979 году под псевдонимом Эрик Г. Иверсон (англ. Eric G. Iverson), так как издатель посчитал, что писателя с фамилией «Горлица» (англ. Turtledove), читатели не воспримут всерьёз. С 1985 года Тертлдав издаётся только уже под своей настоящей фамилией. Затем последовал ряд произведений малой формы; лучшие из них позднее были собраны в сборнике «Калейдоскоп» (1990).
Заметно, что лёгкие темы Тертлдава не привлекают. Его книги высоко оцениваются критикой, и каждая новая работа ожидается с нетерпением. Хорошее знание истории повлияло на творчество Тертлдава, в первую очередь он известен своими книгами в жанре альтернативной истории. Номинант и обладатель ряда премий в области литературы.
Женат на писательнице Лауре Франкос, имеет трёх дочерей.

## Творчество
Главное достижение Тертлдава-литератора — серия историко-фэнтезийных романов «Видесский цикл», начатый писателем в 1987 году романом «Пропавший легион». Цикл включает в себя три мини-сериала, действие которых происходит в альтернативном мире Видесской империи. По хронологии первыми идут романы серии «Смутные времена», описывающих события происходившие в Видессе за 150 лет до книг второй серии — «Сказаний о Криспе» (другое название — «Крисп Видесский»). Действие третьего мини-сериала, «Хроники пропавшего легиона», происходит спустя 500 лет после «Криспа».
В романах «Иная плоть» (1988) описываются события, происходящие в «других» США, а в романе «Мир различий» (1989) советский и американский исследовательские экипажи сталкиваются на «другом» Марсе. Новеллы «Несовпадение» (1988) и «Сжатие Земли» (1991) определённо относятся к жанру «твёрдой» НФ. Что необычно для Тертлдава, действие в них происходит не в альтернативном мире, а на Земле.
«Военная альтернатива» представлена циклом «Вторая Мировая: новый баланс» (1990—1996). В первой части рассказывается о высадке разумных ящериц с планеты системы Тау Кита и их попытке завоевать Землю в то время, когда на Земле бушует Вторая Мировая. Во второй части, «Колонизация», повествуется о прилёте Колонизационного флота ящериц на Землю во время перемирия с ними в начале 60-х, освободительной войны против них и уничтожения планеты ящериц землянами в августе 1991 года. Если «Вторая Мировая: новый баланс» в России переведена и опубликована в конце 90-х, то авторские права на издание «Колонизации» в России куплены издательством «Эксмо» и положены под сукно. По неофициальным данным принято решение не публиковать «Колонизацию» по идеологическим причинам: «плохо показан СССР», советские люди и руководители, в книге показан как крах СССР, так и крах нацистского режима в Германии в середине 60-х.
С 1997 по 2007 годы вышли 11 романов альтернативно-исторического цикла «Великая война» (англ. Great War), рассказывающего о Гражданской войне в США, в ходе которой южные штаты сумели отстоять свою независимость.

## Награды
- 1994 — Премия «Хьюго» в категории «Повесть» за «В Низине» (англ. Down in the Bottomlands) (1993)
- 1997 — Премия Sidewise Awards[англ.] в категории «Лучшее произведение крупной формы» за How Few Remain (1997)
- 2002 — Премия Sidewise Awards в категории «Лучшее произведение крупной формы» за Ruled Britannia (2002)
- 2008 — Премия Prometheus Awards[англ.] в категории «Лучший роман» за «Гладиатор» (англ. The Gladiator, 2007)